# مریم امیرجلالی
مریم امیرجلالی (زادهٔ ۲۹ آذر ۱۳۲۶) بازیگر اهل ایران است. شهرت او بیشتر به‌خاطر بازی در مجموعه‌های طنز دههٔ ۱۳۸۰ مانند خانه به دوش (۱۳۸۳)، متهم گریخت (۱۳۸۴)، ترش و شیرین (۱۳۸۶) و چاردیواری (۱۳۸۸) است. وی به‌عنوان خواننده با گروه موسیقی «بیان» همکاری داشته است.

## فیلم‌شناسی

### فیلم‌های سینمایی
| سال  | عنوان                  | کارگردان          |
| ---- | ---------------------- | ----------------- |
| ۱۴۰۳ | ویلای موروثی           | نیما هاشمی        |
| ۱۳۹۹ | هولیا                  | مرتضی آتش زمزم    |
| ۱۳۹۶ | ما خیلی باحالیم        | بهمن گودرزی       |
| ۱۳۹۶ | خالتور                 | آرش معیریان       |
| ۱۳۹۶ | دخترعمو و پسرعمو       | روح‌انگیز شمس      |
| ۱۳۹۴ | ۲۴ سپتامبر             | مریم ابراهیم‌وند   |
| ۱۳۹۱ | بازنشسته‌ها             | محسن ربیعی        |
| ۱۳۹۰ | مردها دروغ نمی‌گویند    | حسین تبریزی       |
| ۱۳۸۹ | شبکه                   | ایرج قادری        |
| ۱۳۸۹ | چگونه میلیاردر شدم     | علی عبدالعلی‌زاده  |
| ۱۳۸۸ | آخرین مجرد             | محمدرضا فاضلی     |
| ۱۳۸۸ | افراطی‌ها               | جهانگیر جهانگیری  |
| ۱۳۸۸ | به دنبال خوشبختی       | بهمن گودرزی       |
| ۱۳۸۸ | چراغ قرمز              | علی غفاری         |
| ۱۳۸۷ | ثروت خفته              | میلاد جرموز       |
| ۱۳۸۷ | پوپک و مش ماشاالله     | فرزاد مؤتمن       |
| ۱۳۸۷ | آقای هفت رنگ           | شهرام شاه حسینی   |
| ۱۳۸۷ | از ما بهترون           | مهرداد فرید       |
| ۱۳۸۶ | مهمان                  | سعید اسدی         |
| ۱۳۸۵ | مادر زن سلام           | خسرو ملکان        |
| ۱۳۸۵ | نصف مال من، نصف مال تو | وحید نیکخواه آزاد |
| ۱۳۸۴ | دم صبح                 | حمید رحمانیان     |
| ۱۳۸۳ | افسون                  | حسن فرحی          |
| ۱۳۸۰ | مربای شیرین            | مرضیه برومند      |
| ۱۳۷۹ | شب‌های تهران            | داریوش فرهنگ      |

### مجموعه‌های تلویزیونی
| سال       | نام                       | سمت          | کارگردان            | شبکه پخش‌شده                                                  |
| --------- | ------------------------- | ------------ | ------------------- | ------------------------------------------------------------ |
| ۱۳۹۸      | ناخونک                    | بازیگر       | یزدان فتوحی         | شبکه‌های استانی                                               |
| ۱۳۹۶      | هیئت مدیره                | بازیگر       | مازیار میری         | شبکه ۵                                                       |
| ۱۳۹۴      | خاتون                     | بازیگر       | مرتضی آتش زمزم      | شبکه ۵                                                       |
| ۱۳۹۳      | بی‌قرار ۲                  | بازیگر       | فلورا سام           | شبکه ۲                                                       |
| ۱۳۹۳      | روزهای بد، به در          | بازیگر       | سعید آقاخانی        | شبکه ۳                                                       |
| ۱۳۹۲      | بی‌قرار                    | بازیگر       | فلورا سام           | در نقش «عصمت» (کارگر مسافرخانه) / شبکه ۱ و ۲                 |
| ۱۳۹۲      | اولین انتخاب              | بازیگر       | مهدی صباغ‌زاده       | این سریال در آغاز «دروازه بهشت» نام داشت. شبکه ۵             |
| ۱۳۹۲      | تله فیلم «آن روی زندگی»   | بازیگر       | مهدی گلستانه        |                                                              |
| ۱۳۹۱      | تله فیلم «ماشین مش ممدلی» | بازیگر       | حمیدرضا شرفی        | شبکه ۱                                                       |
| ۱۳۹۰      | دختری به نام آهو          | بازیگر       | قدرت‌الله صلح‌میرزایی | آغاز پخش از بهار ۱۳۹۱ شبکه ۵                                 |
| ۱۳۹۰      | توطئه فامیلی              | بازیگر       | رامبد جوان          | شبکه ۱                                                       |
| ۱۳۹۰      | تله فیلم «قبر مشترک»      | بازیگر       | رضا درگزی           | شبکه ۳                                                       |
| ۱۳۹۰      | راز و نیاز                | بازیگر       | فلورا سام           | پخش در رمضان ۱۳۹۰ شبکه ۱                                     |
| ۱۳۹۰      | چهار چرخ                  | بازیگر       | جواد مزدآبادی       | شبکه ۳                                                       |
| ۱۳۸۹      | زیر هشت                   | بازیگر       | سیروس مقدم          | شبکه ۱                                                       |
| ۱۳۸۹      | تله‌فیلم «پسر ارشد من»     | بازیگر       | سعید اسدی           | شبکه ۳                                                       |
| ۱۳۸۸      | چاردیواری                 | بازیگر       | سیروس مقدم          | در نوروز ۱۳۸۹ از شبکه ۱ پخش شد                               |
| ۱۳۸۷      | جاده در دست تعمیر         | بازیگر       | حسین تبریزی         |                                                              |
| ۱۳۸۷      | طلاق در وقت اضافه         | بازیگر       | سیدمحسن یوسفی       | شبکه ۵                                                       |
| ۱۳۸۶      | چارخونه                   | بازیگر       | سروش صحت            | در نقش «شکوه» شبکه ۳                                         |
| ۱۳۸۵      | ترش و شیرین               | بازیگر       | رضا عطاران          | در نقش «نصرت ملکی» در نوروز ۱۳۸۶ از شبکه ۳ پخش شد            |
| ۱۳۸۴      | متهم گریخت                | بازیگر       | رضا عطاران          | در نقش «سرور» در رمضان ۱۳۸۴ از شبکه ۳ پخش شد                 |
| ۱۳۸۳      | غنچه و خال‌جون کوکب        | بازیگر       | بهروز بقایی         | برنامه کودک و نوجوان شبکه ۱ کارگردان تلویزیونی: «وحید حسینی» |
| ۱۳۸۳      | رسم شیدایی                | بازیگر       | اکبر خواجویی        | شبکه ۲                                                       |
| ۱۳۸۳      | خانه‌به‌دوش                 | بازیگر       | رضا عطاران          | در نقش «ناهید» در رمضان ۱۳۸۳ از شبکه ۳ پخش شد                |
| ۱۳۸۲–۳    | نقطه چین                  | بازیگر مهمان | مهران مدیری         | در نوروز ۱۳۸۳ از شبکه ۳ پخش شد                               |
| ۱۳۸۱      | نوعروس                    | بازیگر       | بیژن میرباقری       | شبکه ۲                                                       |
| ۱۳۸۱      | پشت کنکوری‌ها              | بازیگر       | پریسا بخت‌آور        | شبکه ۵                                                       |
| ۱۳۸۰–۱۳۸۱ | ستاره باران               | بازیگر       | نوید محمدی          | شبکه ۲                                                       |
| ۱۳۷۹–۱۳۸۰ | چای قندپهلو               | بازیگر       | ناصر هاشمی          |                                                              |
| ۱۳۷۸      | داستان یک شهر             | بازیگر مهمان | اصغر فرهادی         | شبکه ۵                                                       |
| ۱۳۷۷–۱۳۷۸ | هتل                       | بازیگر       | مرضیه برومند        | شبکه ۵                                                       |
| ۱۳۷۵–۱۳۷۶ | تهران ۱۱–۵۹۵ ج ۴۸         | بازیگر       | مرضیه برومند        | بازی در اپیزود «همسایه‌ها» شبکه ۵                             |
| ۱۳۷۴      | زیر گنبد کبود             | بازیگر       | بهمن زرین‌پور        | شبکه ۵                                                       |

### تله فیلم
| سال  | عنوان تله فیلم | کارگردان       |
| ---- | -------------- | -------------- |
| ۱۳۸۴ | تاوان          | سیامک خواجه‌وند |
| ۱۳۸۸ | بی ستاره       | بهمن گودرزی    |
| ۱۳۹۶ | ماشین قشنگم    | محسن افشانی    |
| ۱۳۹۹ | شام ایرانی ۴   | سعید ابوطالب   |